# Isadora González
Isadora González (Cidade do México, 1 de novembro de 1973) é uma atriz e designer mexicana.
É conhecida no Brasil por interpretar Simone Irázabal, na novela Coração Indomável e Magnólia, em O Privilégio de Amar.

## Carreira
Viveu por 16 anos em Querétaro. Seu interesse no meio do espetáculo começou muito pequena, seus pais pensaram que seria passageira, mas eles estavam errados. Aos 16 anos, González começou a cantar ao lado de várias bandas em muitas cidades de Querétaro e mais tarde em casas noturnas da mesma cidade. Voltou para a cidade do México, e após o ensino médio, decidiu estudar canto, ingressando no Centro de Educação Artística Televisa (CEA), lá descobriu que cantar não era tudo o que era apaixonado na vida, mas também o trabalho, que de fato havia se dedicado mais tempo. Durante oito anos, González participou de programas individuais, tais como: Mujer, casos de la vida real, La cuchufleta, Picadia Mexicana entre outros. Sua primeira novela foi El privilegio de amar, produção de Carla Estrada que lhe deu a grande oportunidade de sua vida. A partir daí Isabela participou de outras produções: La otra, El precio de tu amor, Tres mujeres, Esmeralda entre outras que ela participou. 
Em 2003, Isadora integrou o elenco de Carlos Moreno na novela Bajo la misma piel. Em 2004, Isabela retorna na novela Corazones al límite interpretando a personagem Barbara. No mesmo ano, nasceu seu primeiro filho, fruto do seu casamento com o seu marido Eduardo. Em 2007, Isabela retorna novamente em mais uma produção Muchachitas como tú. Em 2011, participa da novela Rafaela. 
Em 2013, Isabela integra o elenco do sucesso Corazón indomable novela produzida por Nathalie Lartilleux, interpretando Simona Irazábal, amiga de Lucía Narváez, personagem interpretada por Elizabeth Álvarez. Na novela, seu personagem odiava Maricruz Olivares (protagonista da novela vivida por Ana Brenda Contreras), e fazia de tudo para separar ela de seu marido Otávio Narváez (vivido por Daniel Arenas), e com o tempo a personagem começava a ficar louca. A trama foi um grande sucesso, batendo vários recordes de audiência.

## Filmografia

### Telenovelas
- Fugitivas, en busca de la libertad (2024) - Soledad Ureña
- Vivir de amor (2024) - Gildarda "Gi" Corcuera de Cienfuegos
- La madrastra (2022) - Inés Lombardo Fuentes
- Vencer el pasado (2021-2022) - Carolina / de Tinoco
- Te doy la vida (2020) - Cuidadora de Nicolás
- Ringo (2019) - Sandra Vega
- El vuelo de la victoria (2017) - Mireya
- La candidata (2016-2017) - Mariela
- Perseguidos (2016-2017) - Yolanda
- Un camino hacia el destino (2016) - Thelma
- La gata (2014) - Sandra de De la Fuente
- Corazón indomable (2013) - Simone Irazábal
- Rafaela (2011) - Elizabeth Jacome
- Muchachitas como tú (2007) - Rocío
- Corazones al límite (2004) - Bárbara Magallanes
- Bajo la misma piel (2003) - Norma Rioja
- La otra (2002) - Paulina de Mendizábal
- El precio de tu amor (2000) - Mineya
- Tres mujeres (1999) - Miriam Cohen
- El privilegio de amar (1998) - Magnólia
- Esmeralda (1997) - Tania
- Mi querida Isabel (1996)
- Tú y yo (1996) - Amiga de Alicia
- Volver a empezar (1994) - Sonia
- Dos mujeres, un camino (1993)

### Programas de TV
- Como dice el dicho (2011-2018)
  - Marido celoso no tiene reposo (2018) .... Luisa
  - Mañana será otro día (2018) .... Imelda
  - Quien no buscó amigos en la alegría, que en la desgracia no los pida (2017) .... Aura
  - El gallo será muy gallo, pero la gallina es la de los huevos (2017) .... Alicia
  - Más vale paso que dure... (2015) ... Vera
  - En boca del mentiroso (2014) ... Lorenza
  - Cada quien busca su cebolla ... (2014) ... Lucía
  - Lo que es para ti... (2013) ... María Inés
  - El que por su gusto es buey (2012) ... Graciela
  - Hijo de tigre... (2011) ... Carla

- La rosa de Guadalupe (2010-2018)
  - Promesa de amar a una madre (2018) .... Lúcia Soares
  - Detrás de una sonrisa (2016) ... María
  - Nuestro secreto (2016) ... Esther
  - Una estrella de otro cielo (2016) ... Selene
  - Tú y yo hasta el infinito (2014) ... Sonia
  - El noble caballero de los dos pies izquierdos (2014) ... Sonia
  - Las feas también tenemos corazón (2013) ... Sofía
  - Una sombra en el amor (2012) ... Eugenia
  - El último recuerdo (2011) ... Lic. Huerta
  - Volver al cielo (2010) ... Loreto
  - Demasiado pronto (2010) ... Angélica
  - El primer beso (2010) ... Valentina
  - Sonreír a la vida (2010) ... Ana

- La piloto (2017) .... Joanna

- Tiempo Final (2010)
  - Remedio mortal (2010) .... Marcela

- Mujer, casos de la vida real (2001)
- De frente al sol (1992)